# Ostrov (Košice)
Ostrov é um município da Eslováquia, situado no distrito de Sobrance, na região de Košice. Tem 11,12 km² de área e sua população em 2018 foi estimada em 302 habitantes.

## Demografia
| Ano:        | 1994 | 2004   | 2014   | 2024   |
| ----------- | ---- | ------ | ------ | ------ |
| Broj ljudi: | 287  | 275    | 295    | 306    |
| Razlika:    |      | -4,18% | +7,27% | +3,72% |

| Ano:               | 2023 | 2024   |
| ------------------ | ---- | ------ |
| Número de pessoas: | 312  | 306    |
| Diferença:         |      | -1,92% |